# Epidendrum bracteolatum
Epidendrum bracteolatum es una orquídea emblemática, declarada así de la Provincia del Guayas desde el año 2004.

## Características
Se caracteriza por presentar pseudobulbos alargados, engrosados en la parte central, bifoliados o trifoliados. La inflorescencia es terminal, ramificada, las flores de color blanco que cambian a amarillo con el tiempo, se parecen mucho a una Cattleya maxima pequeña.

## Época de floración
Esta orquídea florece entre los meses de septiembre a noviembre previo a entrar a la época invernal.

## Distribución
Se la encuentra distribuida en los bosques secos de las Provincias del Guayas, Manabí, Los Ríos y El Oro de Ecuador. 

## Taxonomía
Epidendrum bracteolatum fue descrita por  Karel Presl y publicado en Reliquiae Haenkeanae 1(2): 100. 1827.
Etimología
Ver: Epidendrum
bracteolatum: epíteto latino que significa "con bracteolas".
Sinonimia
- Epidendrum collare Lindl.
- Epidendrum leucopyramis F.Lehm. & Kraenzl.	[3][4]